# آرزون
آرزون (به فرانسوی: Arzon) یک کمون در فرانسه است که در canton of Sarzeau واقع شده‌است.
 آرزون ۸٫۹۳ کیلومتر مربع مساحت دارد.